# 报本禅寺
报本禅寺又名报本塔院，为位于中国浙江省嘉兴平湖市当湖街道东南宝塔圩（原名鹦鹉洲、沙盆圩）上的一座佛寺，因寺内有报本塔而得名。原殿堂部分始建于明万历元年（1573），抗战初期（1937年11月）被毁，20世纪90年代起陆续重建，中轴线上依次为照壁、山门、天王殿、圆通殿、大雄宝殿和三圣殿，塔院位于大雄宝殿西侧。
报本塔俗称平湖宝塔或东湖宝塔，原为风水塔，由邑人陆杲主持修建于明嘉靖四十二年（1563），因受“天地乃万物之本”的思想影响而取名报本塔。原为七层，清顺治十六年（1659）倾圮，重建时迫于财力，改七层为五层，至康熙二十七年（1688）竣工。
今塔为砖木结构的楼阁式塔，外观八面五层，内为六层，高49.39米，底径8.18米，内径3.58米，其中砖砌塔身为原物，木构外檐部分为2002-2003年修复。底层四面间隔设券门，上部各层每面均设券门，塔身采用壁内折上式结构，外依壁设螺旋形台阶供登临，内为八边形穹窿顶塔心室。2002年修缮时于塔刹天宫内发现文物4件（组），其中以明宣德七年（1432）由郑和捐印的金书（以金粉书写在磁青纸质上）《妙法莲华经》最为珍贵。

## 图集
- 平面，左北右南
- 山门
- 天王殿
- 圆通殿
- 大雄宝殿
- 三圣阁，东为藏经阁，西为千佛楼
- 报本塔前殿
- 报本塔底层（东侧，下同）
- 二至三层
- 三至四层
- 四至五层
- 自底层仰视
- 菱角牙子叠涩砖局部
- 塔砖局部
- 瓦面局部